# Talk That Talk (canción de Twice)
«Talk That Talk»  es una canción grabada por el grupo surcoreano Twice. Fue lanzada por JYP Entertainment y Republic Records el 26 de agosto de 2022, compuesta y arreglada por Woo Min Lee "collapsedone" y Like (MRCH), con letras de Danke, y corresponde al sencillo principal del undécimo EP del grupo titulado Between 1&2.

## Antecedentes y lanzamiento

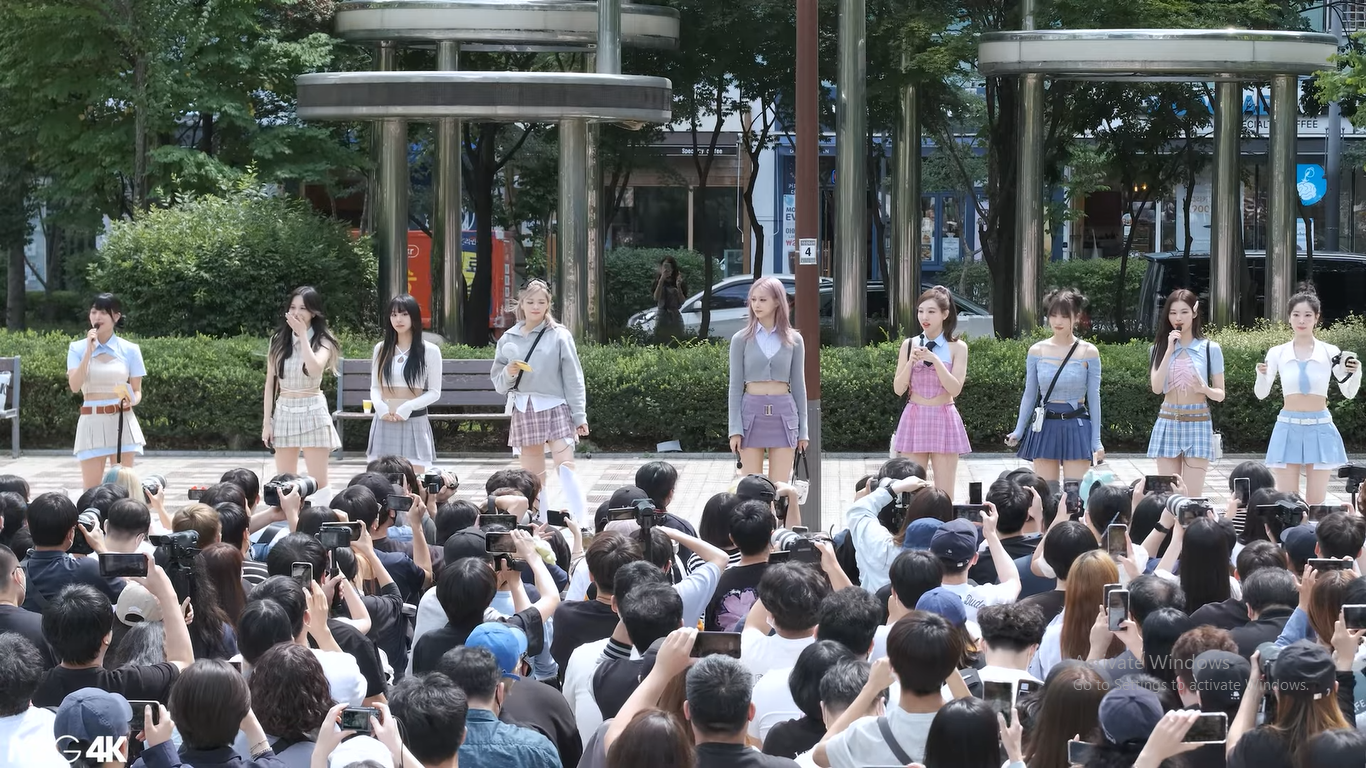
Twice en un evento en 2022

El 12 de julio de 2022 se dieron a conocer los planes para el regreso musical de Twice. El 26 de julio se lanzó la lista de canciones, revelando que la canción principal del álbum Between 1&2 sería «Talk That Talk».
El 5 de agosto se publicó un cronograma con las fechas de los teasers. El 9 de agosto, el grupo lanzó un vídeo conceptual junto con un fragmento del sencillo en TikTok. El 24 y 25 de agosto, el grupo lanzó dos teasers para el vídeo musical. El 26 de agosto se lanzó el vídeo musical de la canción.

## Composición
«Talk That Talk» fue compuesta por Lee Woo-min "Collapsedone", quien ha colaborado en otros sencillos de Twice, como «Knock Knock» y «The Feels». Las letras fueron escritas por el equipo de escritores Danke. «Talk That Talk» fue compuesta en clave de mi bemol menor con un tempo de 120 pulsaciones por minuto. Su duración es de dos minutos y 57 segundos. Dahyun la describe como una «adictiva canción retro pop que le recuerda al año 2000». Jeongyeon señaló que «el concepto de la canción es Y2k», y que la pista encarna un concepto retro. Líricamente, la canción habla sobre «tratar de que la otra persona diga todo lo que piensa», lo que se relaciona con el tema del vídeo musical, donde Twice emprende la misión de hacer que sus fanes digan «te amo» a Twice.

## Vídeo Musical
El 24 y 25 de agosto de 2022, el grupo lanzó dos adelantos para el vídeo musical de «Talk That Talk». Al día siguiente, el 26 de agosto, se lanzó el sencillo junto a su vídeo musical. El vídeo trata sobre las miembros de Twice que buscan códigos, en una misión para confesar su amor a su fandom, llamado Once. El concepto del vídeo es Y2K y presenta fragmentos de imágenes y estilos con dicho tema.

## Promoción y actuaciones en vivo
JYP Entertainment lanzó fotos conceptuales y vídeos de adelanto para promocionar Between 1&2 y el sencillo. Además, el grupo realizó una transmisión en vivo de su regreso musical en la tarde del 26 de agosto para comunicarse con los fanes. Luego Twice interpretó «Talk That Talk» en el programa de MTV Fresh Out Live ese mismo día.

## Créditos
Créditos adaptados de Melon.
- Twice – voces
- Danke – Letras
- Woo Min Lee "collapsedone" – arreglos, composición
- Like (MRCH) – arreglos, composición

## Reconocimientos

### Premios y nominaciones
| Año  | Evento                    | Premio                   | Resultado | Ref.   |
| ---- | ------------------------- | ------------------------ | --------- | ------ |
| 2023 | Circle Chart Music Awards | Canción del año - agosto | Nominado  | [ 15 ] |
| 2023 | Pop Golden Awards         | Canción K-Pop del año    | Pendiente | [ 16 ] |

### Listados
| Publicación  | Lista                                                  | Ranking  | Ref.   |
| ------------ | ------------------------------------------------------ | -------- | ------ |
| Billboard    | Las 25 mejores canciones de K-Pop de 2022: Staff Picks | 16.º     | [ 17 ] |
| Cosmopolitan | Las mejores canciones K-Pop de 2022                    | 7.º      | [ 18 ] |
| Dazed        | The best K-pop tracks of 2022                          | 9.º      | [ 19 ] |
| Genius Korea | Las 100 canciones más populares del 2022               | 40.º     | [ 20 ] |
| Hypebae      | The best K-Pop songs and music videos of 2022          | Incluida | [ 21 ] |
| Teen Vogue   | The 79 Best K-Pop Songs of 2022                        | Incluida | [ 22 ] |
| Tidal        | K-Pop: Best of 2022                                    | Incluida | [ 23 ] |